# I grandi successi originali (Pupo)
I grandi successi originali (tutto il meglio) è un album raccolta di Pupo, pubblicato nel 2000.

## Tracce

### CD1
1. Su di noi (1980)
2. Lo devo solo a te (1981)
3. Io solo senza te (1977)
4. Ti scriverò (1975)
5. Ciao (1978)
6. Come sei bella (1977)
7. Più di prima (1980)
8. Noi adesso (1977)
9. Quanta gente (1986)
10. Innamorata (1980)
11. Piccola tu (1980)
12. Ti ricordi (1979)

### CD2
1. Gelato al cioccolato (1979)
2. Non mi arrendevo mai (1981)
3. Sogno straniero (1986)
4. Forse (1979)
5. La vita è molto di più (1986)
6. Lidia a Mosca (1981)
7. Sempre tu (1978)
8. Lucia (1980)
9. Firenze Santa Maria Novella (1980)
10. Volano (1981)
11. Nashville (1981)
12. Bravo (1980)